# كأس السويد 2016–17
كأس السويد 2016–17 (بالسويدية: Svenska cupen i fotboll 2016/2017)‏ هو الموسم 61 من كأس السويد. أقيم خلال الفترة 17 مايو 2016 وحتى 13 أبريل 2017، وأشرف على تنظيمه اتحاد السويد لكرة القدم، وكان عدد الأندية المشاركة فيه 96، وفاز فيه نادي أوسترسوند.

## نتائج الموسم
| المركز | فريق           | لعب | ف | ت | خ | له | عليه | ف.أ | نقاط | ملاحظة |
| ------ | -------------- | --- | - | - | - | -- | ---- | --- | ---- | ------ |
|        | نادي أوسترسوند |     |   |   |   |    |      |     |      |        |